# Прапор Зеленогірського
Прапор Зеленогірського — офіційний символ села Зеленогірське (Білогірського району АРК), затверджений рішенням Зеленогірської сільської ради від 30 грудня 2010 року.

## Опис прапора
Прямокутне полотнище зі співвідношенням ширини до довжини 2:3, що складається з двох горизонтальних частин — зеленої та синьої; посередині прапора — щит з гербом села.